# Urantsetseg Munkhbat
Urantsetseg Munkhbat (født 14. marts 1990) er en mongolsk judoka , der konkurrerer i vægtklassen 48 kilo. 
Hun blev valgt til at repræsentere Mongoliet under Sommer-OL 2012 i London, hvor hun blev elimineret i reprisen.
Under sommer-OL 2020 i Tokyo vandt hun bronze.